# Esposizione del Principio Divino
Il Principio Divino è la dottrina insegnata dal reverendo Sun Myung Moon e seguita dalla Chiesa dell'unificazione.
Essa è esposta in Esposizione del Principio Divino, testo tradotto in diverse lingue a partire dalla versione originale in lingua coreana.
Il testo si fonda su una riveduta interpretazione della Bibbia (Antico e Nuovo Testamento), per cui il testo è pieno di rimandi al testo sacro.
L'esposizione del Principio Divino è divisa in diversi capitoli, che trattano diversi temi, tra cui l'escatologia, l'origine del male, il corso della storia umana, la predestinazione.
Il suddetto testo non è un testo commerciale reperibile nelle librerie, non è perciò oggetto di interessi economici.

## Storia dell'Esposizione del Principio Divino
Il primo manoscritto del Principio Divino andò perduto in Corea del Nord durante la guerra del 1950-53. Successivamente, giunto come rifugiato a Pusan (Corea del Sud), il Rev. Moon, autore del libro, scrisse il "Wolli Wonbon", un manoscritto, che in effetti costituisce il testo originale del "Principio Divino".
In seguito, vennero redatti due volumi, chiamati rispettivamente "Wolli Hesul" (1957, Spiegazione del Principio Divino) e "Wolli Kangron" (1966, Esposizione del Principio Divino).
Il testo fu poi tradotto in diverse lingue, e la prima versione italiana risale al 1970. Il testo è andato incontro a nuove versioni, che fanno sempre riferimento alle relative versioni in lingua inglese, eccetto che per il primo capitolo ("Il Principio di Creazione"), tradotto direttamente dal coreano.

## Struttura dell'Esposizione del Principio Divino
Il testo è diviso in due parti, ulteriormente divise in capitoli, che verranno qui illustrati, senza entrare nel merito delle questioni. L'intero volume contiene 378 pagine, includendo prefazione e indice.

### Introduzione
L'introduzione occupa 10 pagine del testo e tratta della ricerca della felicità, scopo della vita di ogni uomo. Il testo introduce i concetti di bene e male, da sempre dibattuti nella storia della filosofia e della religione. In seguito, viene illustrata l'ignoranza interiore, combattuta da tutte le religioni, e l'ignoranza esteriore, che la scienza vuole eliminare. L'introduzione si conclude facendo riferimento alla storia e all'epoca recente. Vi sono presenti citazioni di alcuni libri della Bibbia come il Vangelo di Giovanni, la Lettera ai Romani e l'Apocalisse.

### Prima Parte
La Prima Parte contiene 7 capitoli, che ricoprono 139 pagine del testo

#### Il Principio di Creazione
Questo capitolo occupa 30 pagine ed è diviso in 6 sezioni.
Il Principio di Creazione tratta delle caratteristiche di Dio, dell'Azione di Dare e Avere, della Base delle Quattro Posizioni, dello scopo della Creazione (visione finalistica dell'Universo), i Valori Originali, la Creazione dell'Universo, la crescita, il mondo spirituale e il mondo fisico. Questo capitolo è il più innovativo dell'intera "Esposizione del Principio Divino
", che cerca di presentare una nuova visione di Dio, dell'uomo e dell'Universo ed è un tentativo di conciliare la realtà spirituale e quella fisica senza negare nessuna delle due. Il capitolo è l'unico tradotto direttamente del coreano e presenta anche alcuni termini coreani non tradotti ma comunque spiegati.

#### La caduta dell'uomo
Il secondo capitolo è anch'esso diviso in 6 sezioni e occupa 33 pagine del testo.
L'argomento centrale del capitolo è l'origine del male. La visione del testo è strettamente connessa con il libro della Genesi, in quanto il testo analizza dettagliatamente il racconto biblico. Inoltre, il testo tratta della libertà umana, il comandamento di Dio, la responsabilità umana.

#### L'Escatologia e la Storia Umana
Il terzo capitolo è diviso in 5 sezioni e contiene 27 pagine, con l'aggiunta di un grafico alla fine.
L'escatologia è il principale argomento del capitolo. Il testo si addentra nello scopo della creazione di Dio, nella restaurazione a seguito della caduta dell'uomo, nel significato degli Ultimi Giorni (spiegazione di profezie bibliche).
Il capitolo si chiude trattando la fine della storia umana e l'avvento della Nuova verità, che porterà l'umanità sulla strada della salvezza.

#### Il Messia: il Suo Avvento e lo Scopo della Sua Seconda Venuta
Questo capitolo ha come argomento principale il concetto e la persona del Messia, riconosciuto nella persona di Gesù Cristo; esso è diviso in 2 sole sezioni, l'una che tratta l'avvento di Gesù (10 pagine), la seconda che tratta la figura di Giovanni Battista (8 pagine).
Il capitolo affronta il tema dello scopo della venuta del Messia, le profezie riguardanti il Messia.

#### Resurrezione
Il capitolo "Resurrezione" è il quinto della prima sezione, occupa 17 pagine ed è diviso in 2 sezioni.
Esso discute il significato di resurrezione, analizza la natura e il beneficio della resurrezione di Gesù Cristo e introduce la Resurrezione degli Spiriti tramite il Ritorno.
È il capitolo che tratta più di tutti gli altri la realtà spirituale.

#### Predestinazione
Il sesto capitolo ha lo scopo di chiarire il significato di predestinazione, concetto che ha generato discussione filosofica e religiosa.
Le 4 sezioni trattano della predestinazione della Volontà di Dio e della Predestinazione dell'uomo. (8 pagine)

#### Cristologia
Questo è l'ultimo capitolo della Prima Parte del testo dei Principi Divini. Esso tratta del significato della Trinità, la natura divina di Gesù Cristo e la rinascita dell'uomo. Il Rev. Moon dà anche una spiegazione dello Spirito Santo e della sua natura, in quanto sposa spirituale di Gesù. 4 sezioni, 9 pagine.

### Seconda Parte
La Seconda Parte è divisa in 6 capitoli e contiene 207 pagine. La Seconda Parte, a differenza della Prima, è preceduta da una propria introduzione, che spiega il concetto di Restaurazione.

#### La Provvidenza per Stabilire la Fondazione per la Restaurazione
Il primo capitolo della Seconda Parte ha come argomento la Storia di Restaurazione dell'uomo. Esso attraversa e spiega la storia umana riportata nella Bibbia a partire da Adamo fino alla figura di Abramo.
La storia è percorsa analizzando Fondazione di Fede e Fondazione di Sostanza, che sono i mezzi attraverso cui Dio lavora con l'uomo, se questo realizza la sua responsabilità.
Questo capitolo occupa 30 pagine ed è diviso in 3 sezioni.

#### Mosè e Gesù nella Provvidenza di Restaurazione
Questo capitolo è una continuazione del capitolo precedente, dal punto di vista storico. I corsi di Mosè e Gesù vengono indicati come corsi modello nella Provvidenza di Restaurazione.
Il capitolo occupa ben 53 pagine ed è diviso in 3 sezioni

#### I Periodi della Storia Provvidenziale e la Determinazione della loro Durata
Questo capitolo è diviso in 4 sezioni, occupa 20 pagine e contiene il secondo grafico contenuto nel testo ("Periodi Provvidenziali Paralleli").
In questo capitolo, la storia ebraico-cristiana viene divisa in periodi provvidenziali.

#### I Parallelismi tra le Due Ere della Provvidenza di Restaurazione
Il quarto capitolo rivisita i periodi provvidenziali individuati nel capitolo precedente e palesa i parallelismi tra la storia ebraica e quella cristiana. Questa analisi permette di capire il tempo presente.
Il terzo grafico chiarisce ancora meglio questo parallelismo, "Il Progresso della Storia Guidato dalla Provvidenza di Restaurazione".
Il capitolo occupa 29 pagine ed è diviso in 7 sezioni.

#### Il Periodo di Preparazione per il Secondo Avvento
In questo capitolo, il reverendo Moon si addentra più profondamente nell'ultimo periodo analizzato nel capitolo precedente, il periodo di 400 anni di preparazione per il Secondo Avvento, che inizia dalla Riforma di Lutero. Vengono analizzate le riforme dal 1500 fino alla Rivoluzione Francese e alle riforme politiche, industriali e religiose. Poi vi è un'analisi delle guerre mondiali e del loro risultato e significato provvidenziale. Infine, si parla della terza Guerra Mondiale, la Guerra Fredda.
Le 30 pagine del capitolo sono divise in 4 sezioni.

#### Il Secondo Avvento
Questo è il capitolo conclusivo del volume dell'Esposizione del Principio Divino, nel quale il Rev. Moon cerca di dare risposte alle domande cristiane relative al Secondo Avvento di Cristo, spiegando anche versetti che possono creare opinioni discordanti circa la modalità del ritorno di Cristo. L'ultima sezione delle 5 parla anche della questione della divisione delle lingue nel mondo. Il capitolo contiene 27 pagine.